# Clásica de Almería 1993
La Clásica de Almería 1993, ottava edizione della corsa, si disputò il 7 marzo 1993 su un percorso di 209 km. Fu vinta dal russo Vjačeslav Ekimov, che terminò in 5h40'35".

## Ordine d'arrivo (Top 10)
| Pos. | Corridore              | Squadra       | Tempo    |
| ---- | ---------------------- | ------------- | -------- |
| 1    | Vjačeslav Ekimov       | Novemail      | 5h40'35" |
| 2    | Eduardo Chozas         | Artiach       | s.t.     |
| 3    | Romes Gajnetdinov      | Festina-Lotus | s.t.     |
| 4    | Oliverio Rincón        | Amaya Seguros | s.t.     |
| 5    | Martín Farfán          | Kelme-Xacobeo | s.t.     |
| 6    | Ignacio García Camacho | Kelme-Xacobeo | a 31"    |
| 7    | Miguel Indurain        | Banesto       | s.t.     |
| 8    | Laurent Dufaux         | ONCE          | s.t.     |
| 9    | Mikel Zarrabeitia      | Amaya Seguros | s.t.     |
| 10   | Laudelino Cubino       | Amaya Seguros | s.t.     |